# Commission de la protection de la langue française
La Commission de la protection de la langue française (CPLF) était un organisme québécois responsable de la surveillance de l'application des lois linguistiques québécoises. Elle a existé de 1977 à 1986 et de 1997 à 2002. La commission a été surnommée par plusieurs la « police de la langue ».
Cette fonction est aujourd'hui assumée par l'Office québécois de la langue française.